# Weltmeisterschaften im Gewichtheben 1974
Die 48. Weltmeisterschaften im Gewichtheben der Männer fanden vom 21. bis 29. September 1974 in der philippinischen Hauptstadt Manila statt. An den von der International Weightlifting Federation (IWF) im Zweikampf (Reißen und Stoßen) ausgetragenen Wettkämpfen nahmen 143 Gewichtheber aus 32 Nationen teil.

## Medaillengewinner

### Männer

#### Klasse bis 52 Kilogramm
| Disziplin | Gold             | Gold     | Silber            | Silber   | Bronze            | Bronze   |
| --------- | ---------------- | -------- | ----------------- | -------- | ----------------- | -------- |
| Reißen    | György Kőszegi   | 105,0 kg | Takeshi Horikoshi | 105,0 kg | Mohammad Nassiri  | 100,0 kg |
| Stoßen    | Mohammad Nassiri | 132,5 kg | Zygmunt Smalcerz  | 127,5 kg | Lajos Szűcs       | 125,0 kg |
| Zweikampf | Mohammad Nassiri | 232,5 kg | György Kőszegi    | 230,0 kg | Takeshi Horikoshi | 227,5 kg |

#### Klasse bis 56 Kilogramm
| Disziplin | Gold           | Gold     | Silber         | Silber   | Bronze         | Bronze   |
| --------- | -------------- | -------- | -------------- | -------- | -------------- | -------- |
| Reißen    | Leszek Skorupa | 112,5 kg | Atanas Kirov   | 110,0 kg | Davoud Maleki  | 110,0 kg |
| Stoßen    | Jiro Hosotani  | 147,5 kg | Atanas Kirov   | 145,0 kg | Leszek Skorupa | 137,5 kg |
| Zweikampf | Atanas Kirov   | 255,0 kg | Leszek Skorupa | 250,0 kg | Jiro Hosotani  | 245,0 kg |

#### Klasse bis 60 Kilogramm
| Disziplin | Gold               | Gold     | Silber             | Silber   | Bronze          | Bronze   |
| --------- | ------------------ | -------- | ------------------ | -------- | --------------- | -------- |
| Reißen    | Georgi Todorow     | 125,0 kg | Norair Nurikyan    | 122,5 kg | Jan Wojnowski   | 122,5 kg |
| Stoßen    | Nikolai Kolesnikow | 157,5 kg | Georgi Todorow     | 155,0 kg | Norair Nurikyan | 155,0 kg |
| Zweikampf | Georgi Todorow     | 280,0 kg | Nikolai Kolesnikow | 277,5 kg | Norair Nurikyan | 277,5 kg |

#### Klasse bis 67,5 Kilogramm
| Disziplin | Gold        | Gold     | Silber             | Silber   | Bronze              | Bronze   |
| --------- | ----------- | -------- | ------------------ | -------- | ------------------- | -------- |
| Reißen    | Petro Korol | 130,0 kg | Nasrollah Dehnavi  | 130,0 kg | Zbigniew Kaczmarek  | 130,0 kg |
| Stoßen    | Petro Korol | 175,0 kg | Zbigniew Kaczmarek | 172,5 kg | Mucharbi Kirschinow | 167,5 kg |
| Zweikampf | Petro Korol | 305,0 kg | Zbigniew Kaczmarek | 302,5 kg | Nasrollah Dehnavi   | 295,0 kg |

#### Klasse bis 75 Kilogramm
| Disziplin | Gold             | Gold     | Silber           | Silber   | Bronze       | Bronze   |
| --------- | ---------------- | -------- | ---------------- | -------- | ------------ | -------- |
| Reißen    | Rumen Rusev      | 152,5 kg | Nedeltscho Kolew | 150,0 kg | Peter Wenzel | 142,5 kg |
| Stoßen    | Nedeltscho Kolew | 185,0 kg | Peter Wenzel     | 180,0 kg | Rumen Rusev  | 180,0 kg |
| Zweikampf | Nedeltscho Kolew | 335,0 kg | Rumen Rusev      | 332,5 kg | Peter Wenzel | 322,5 kg |

#### Klasse bis 82,5 Kilogramm
| Disziplin | Gold                 | Gold     | Silber               | Silber   | Bronze        | Bronze   |
| --------- | -------------------- | -------- | -------------------- | -------- | ------------- | -------- |
| Reißen    | Wladimir Ryschenkow  | 160,0 kg | Trendafil Stojtschew | 155,0 kg | Leif Jensen   | 155,0 kg |
| Stoßen    | Trendafil Stojtschew | 195,0 kg | Leif Jensen          | 195,0 kg | Zwetko Petkow | 195,0 kg |
| Zweikampf | Trendafil Stojtschew | 350,0 kg | Leif Jensen          | 350,0 kg | Rolf Milser   | 347,5 kg |

#### Klasse bis 90 Kilogramm
| Disziplin | Gold         | Gold     | Silber             | Silber   | Bronze            | Bronze   |
| --------- | ------------ | -------- | ------------------ | -------- | ----------------- | -------- |
| Reißen    | David Rigert | 172,5 kg | Serhej Poltorazkyj | 162,5 kg | Jaakko Kailajärvi | 160,0 kg |
| Stoßen    | David Rigert | 215,0 kg | Serhej Poltorazkyj | 205,0 kg | Andon Nikolov     | 202,5 kg |
| Zweikampf | David Rigert | 387,5 kg | Serhej Poltorazkyj | 367,5 kg | Peter Petzold     | 355,0 kg |

#### Klasse bis 110 Kilogramm
| Disziplin | Gold              | Gold     | Silber            | Silber   | Bronze      | Bronze   |
| --------- | ----------------- | -------- | ----------------- | -------- | ----------- | -------- |
| Reißen    | Waleri Ustjuschin | 167,5 kg | Jürgen Ciezki     | 165,0 kg | Juri Saizew | 160,0 kg |
| Stoßen    | Jürgen Ciezki     | 212,5 kg | Waleri Ustjuschin | 212,5 kg | Juri Saizew | 207,5 kg |
| Zweikampf | Waleri Ustjuschin | 380,0 kg | Jürgen Ciezki     | 377,5 kg | Juri Saizew | 367,5 kg |

#### Klasse über 110 Kilogramm
| Disziplin | Gold             | Gold     | Silber            | Silber   | Bronze        | Bronze   |
| --------- | ---------------- | -------- | ----------------- | -------- | ------------- | -------- |
| Reißen    | Wassili Alexejew | 185,0 kg | Christo Plaschkow | 180,0 kg | Gerd Bonk     | 172,5 kg |
| Stoßen    | Wassili Alexejew | 240,0 kg | Serge Reding      | 220,0 kg | Jürgen Heuser | 217,5 kg |
| Zweikampf | Wassili Alexejew | 425,0 kg | Serge Reding      | 390,0 kg | Jürgen Heuser | 382,5 kg |